# 圣安德烈迪布瓦
圣安德烈迪布瓦（法語：Saint-André-du-Bois，法語發音：[sɛ̃.t‿ɑ̃dʁe dy bwa]）是法国吉伦特省的一个市镇，属于朗贡区

## 地理
圣安德烈迪布瓦（44°36'18"N, 0°10'59"W）面积10 平方千米，位于法国新阿基坦大区吉倫特省，该省份为法国西南部沿海省份，是法國本土面积最大的省，北起滨海夏朗德省，西临大西洋，南至朗德省，东南接洛特-加龍省，东临多爾多涅省。
与圣安德烈迪布瓦接壤的市镇（或旧市镇、城区）包括：圣马夏尔、加龙河畔勒皮扬、圣富瓦拉隆格、圣日耳曼德格拉沃、圣迈克桑、圣马丹德塞斯卡、圣皮埃尔多里亚克、瑟芒。

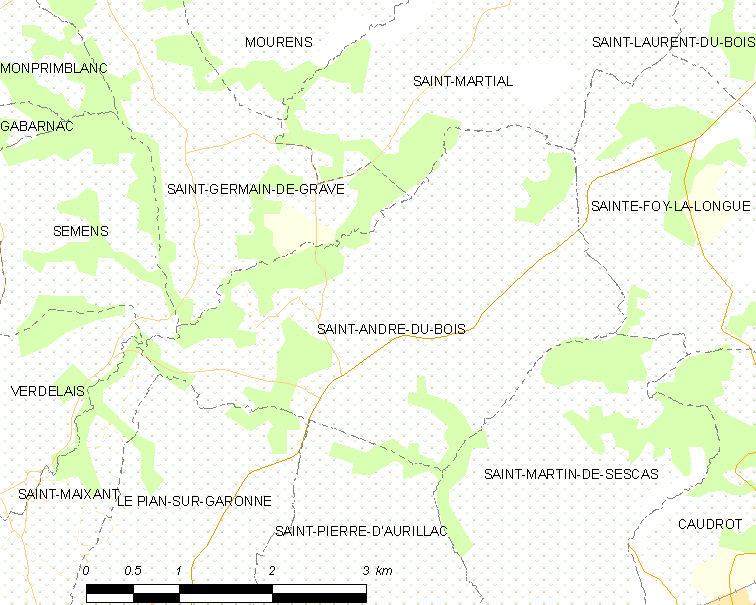
圣安德烈迪布瓦的OSM定位图

圣安德烈迪布瓦的时区为UTC+01:00、UTC+02:00（夏令时）。

## 行政
圣安德烈迪布瓦的邮政编码为33490，INSEE市镇编码为33367。

## 政治
圣安德烈迪布瓦所属的省级选区为海间县。

## 人口

1962-2008年间圣安德烈迪布瓦人口变化图示

圣安德烈迪布瓦于2022年1月1日时的人口数量为438人。